# Route 41 (Islande)
Pour les articles homonymes, voir Route 41.

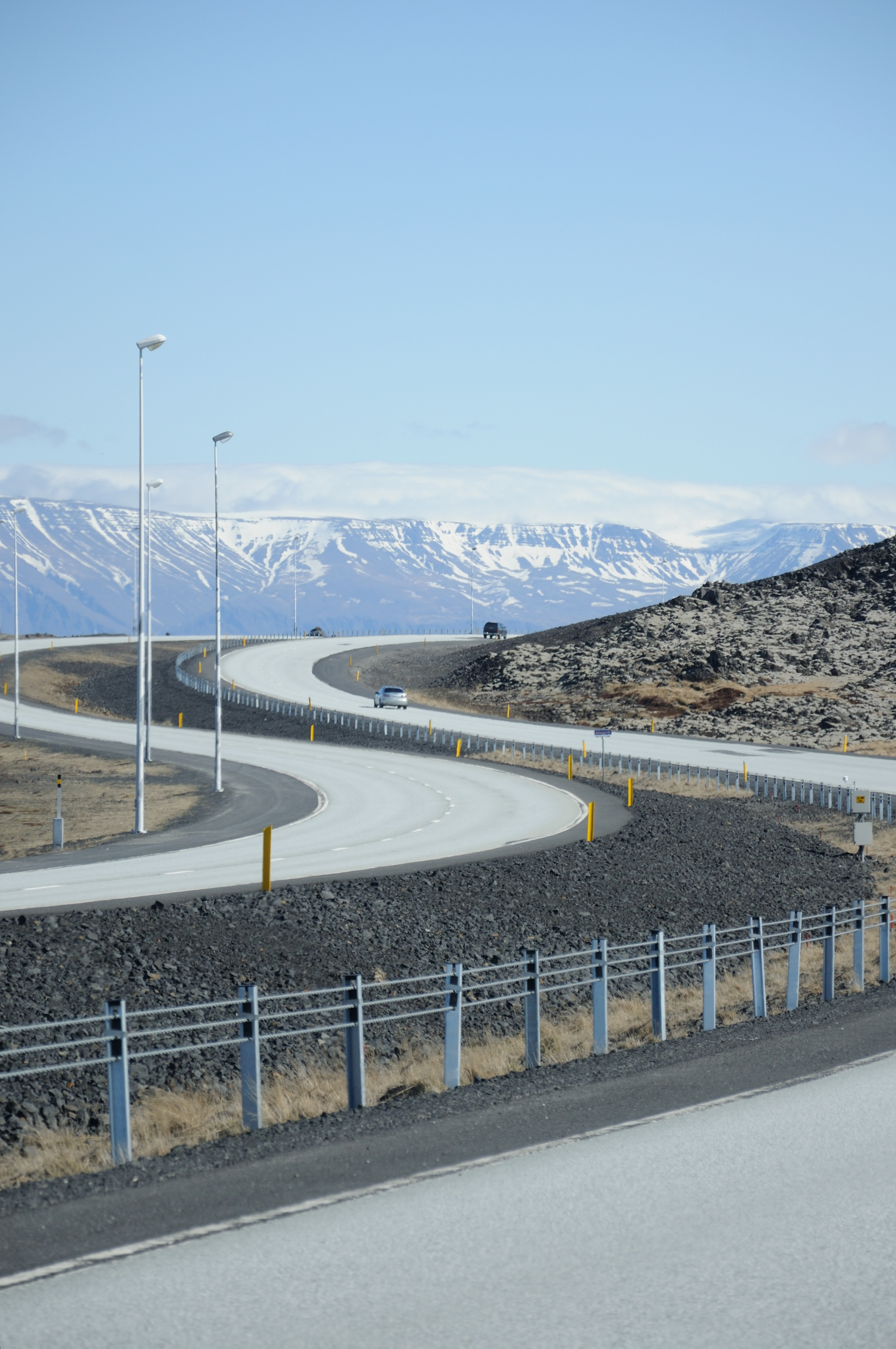
Route 41 à Vogar.

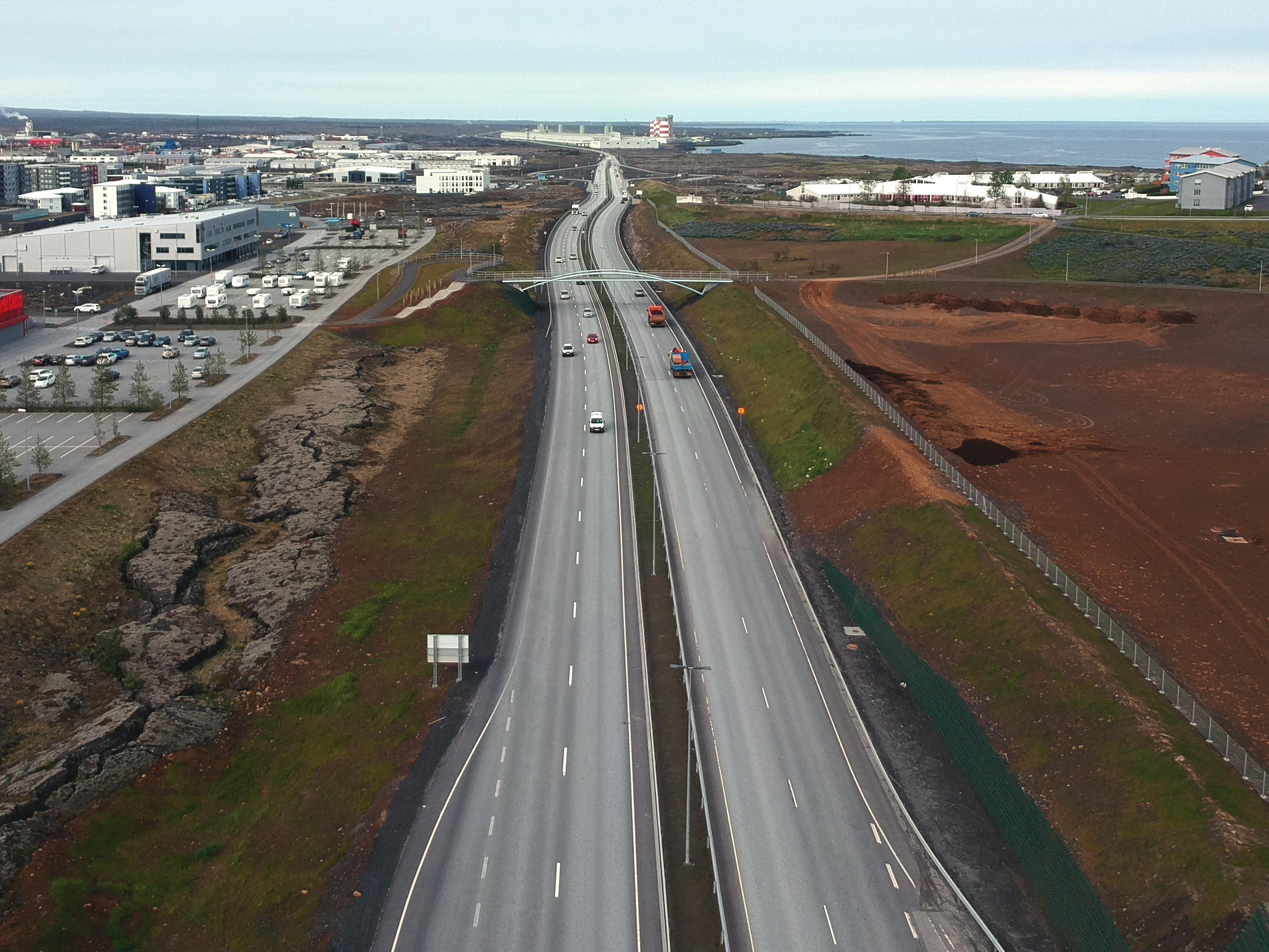
Route 41 à Hafnarfjörður.

La route 41 (Þjóðvegur 41) est une route islandaise (aussi appelée Reykjanesbraut en islandais) du sud du pays, située dans la Reykjanesskagi. Elle est longue d'une cinquantaine de kilomètres et relie Reykjavik à son aéroport. C'est une des routes les plus fréquentées du pays. Il s'agit d'un axe à deux fois deux voies sur l'ensemble de sa longueur.

## Itinéraire
|  | Description                                            | Municipalité  |
|  | ------------------------------------------------------ | ------------- |
|  | Début de la                                            | Reykjavik     |
|  | Début de section à 2x2 voies                           | Reykjavik     |
|  | Intersection avec Lækjargata                           | Reykjavik     |
|  | Intersection avec : Hafnarfjörður                      | Reykjavik     |
|  | Échangeur avec : Centre-ville de Reykjavik /           | Reykjavik     |
|  | Sortie                                                 | Reykjavik     |
|  | Sortie -                                               | Reykjavik     |
|  | Sortie de Reykjavik                                    | Reykjavik     |
|  | Entrée dans Kópavogur                                  | Kópavogur     |
|  | Sortie - Kópavogur                                     | Kópavogur     |
|  | Sortie de Kópavogur                                    | Kópavogur     |
|  | Entrée dans Garðabær                                   | Garðabær      |
|  | Sortie - Garðabær et 412 : Heiðmörk                    | Garðabær      |
|  | Sortie                                                 | Garðabær      |
|  | Sortie de Garðabær                                     | Garðabær      |
|  | Entrée dans Hafnarfjörður                              | Hafnarfjörður |
|  | Intersection avec : Hafnarfjörður                      | Hafnarfjörður |
|  | Carrefour giratoire                                    | Hafnarfjörður |
|  | Sortie                                                 | Hafnarfjörður |
|  | Fin de section 2x2 voies                               | Hafnarfjörður |
|  | Sortie                                                 | Hafnarfjörður |
|  | Sortie de Hafnarfjörður                                | Hafnarfjörður |
|  | Sortie                                                 | Vogar         |
|  | Début de section à 2x2 voies                           | Vogar         |
|  | Sortie                                                 | Vogar         |
|  | Sortie                                                 | Vogar         |
|  | Sortie : Vogar                                         | Vogar         |
|  | Sortie : Grindavík et Lagon bleu                       | Vogar         |
|  | Sortie : Njarðvík                                      | Reykjanesbær  |
|  | Sortie : Njarðvík                                      | Reykjanesbær  |
|  | Fin de section 2x2 voies                               | Reykjanesbær  |
|  | Carrefour giratoire desservant Njarðvík                | Reykjanesbær  |
|  | Carrefour avec : Hafnir                                | Reykjanesbær  |
|  | Carrefour giratoire desservant Njarðvík                | Reykjanesbær  |
|  | vers Keflavík                                          | Reykjanesbær  |
|  | vers Keflavík                                          | Reykjanesbær  |
|  | Carrefour giratoire desservant : Sandgerði et : Garður | Reykjanesbær  |
|  | Aéroport international de Keflavík                     | Reykjanesbær  |